# Carlos Alonso Lucio
Carlos Alonso Lucio López (Cali, 2 de septiembre de 1964) es un exguerrillero, político, empresario agrícola, ganadero, predicador y escritor colombiano.
Lucio fue integrante de la guerrilla del M-19, pasó por el Congreso (1994-2002), fue condenado por la Corte Suprema de Justicia por estafa y falsa denuncia, además de vínculos con el Narcotráfico y el Paramilitarismo. Terminó asesorando a los paramilitares durante el proceso de paz con el Gobierno de Álvaro Uribe y desde hace varios años es pastor de una congregación cristiana.

## Biografía
Nació en una familia tradicional, creyente y religiosa. Ha sido reconocido por su trayectoria en diferentes ámbitos políticos y religiosos entre ellos por haber sido miembro de la dirección del M-19, candidato a la Alcaldía de Bogotá, Representante a la Cámara, Senador de la República de Colombia y asesor de paz del proceso de negociación entre el gobierno nacional y las AUC en Santa Fe de Ralito.

### Vida familiar
El 11 de diciembre de 2000 se casó con Viviane Morales quien se ha desempeñado también en el campo político como representante a la Cámara, fiscal general de la Nación, siendo la primera mujer en ocupar este cargo, también fue senadora de la República de Colombia, y fue candidata presidencial para el periodo  2018 - 2022 . En 2008 esta relación llegó a su fin por acuerdo mutuo, pero en el año 2011 se volvieron a casar en la notaría 48 de Bogotá, lo cual generó una fuerte polémica nacional. En 2020 se volvieron a separar.

### Militancia en el Movimiento 19 de abril
Lucio tenía quince años cuando empezó su relación con el M-19. Sus compañeros eran Eduardo Chávez y César Ucrós, sus primeras tareas fueron convertirse en el correo entre el colectivo de la cárcel de Bucaramanga y el de La Picota. La mayoría eran mensajes orales, iba al colegio entre semana, y los fines de semana, a la cárcel. Su vida social se sostuvo  cada vez menos, porque con mayor frecuencia acudía a esas actividades, afirma  que un viernes salió por la tarde del colegio y el conductor lo llevó a Bucaramanga, lo esperó mientras entró a la cárcel y lo devolvió a Bogotá, así comenzó a conocer las tesis revolucionarias del M-19, sus papás sabían que viajaba a Bucaramanga, pero pensaban que visitaba a su tío quien se encontraba preso en ese entonces. En 1992 anuncia su retiro del M-19.

### Secuestro
Fue secuestrado por las AUC y posteriormente entregado a la Defensoría del Pueblo en un apartado paraje rural del norte del país. En ese entonces, el líder de las Autodefensas Unidas de Colombia, Carlos Castaño, entregó a Lucio al Defensor del Pueblo, Fernando Castro, con el compromiso de que lo pusiera a disposición de la Corte Suprema. El máximo tribunal adelantaba dos causas contra el senador por los presuntos delitos de estafa y falsa denuncia y en diciembre de 1998 había ordenado su captura.

### Problemas legales
Ante esa decisión de la Corte, Lucio había huido del país y se refugió en Cuba, país al que el Gobierno pidió su extradición. En marzo, según los servicios de inteligencia, Lucio regresó clandestinamente al país e hizo contacto con las guerrillas del Ejército de Liberación Nacional, ocultándose en una zona montañosa del sur del caribeño departamento de Bolívar.
Lucio afirmó que sus actuaciones eran motivadas por la convicción de paz pero el alto comisionado para la paz Camilo Gómez, quien lideraba la política de paz del presidente Andrés Pastrana indicó que el Gobierno desconocía las gestiones de Lucio con el ELN.

### Conversión al protestantismo
Lucio se convirtió al protestantismo y se hizo predicador, con el apoyo de su esposa, de la Iglesia Cristiana Casa Sobre La Roca. Ha adelantado varios proyectos para la iglesia cristiana entre ellos, Palabra.com.co un medio de diálogo social, en el que hizo grandes denuncias sobre los ataques a la iglesia protestante en Colombia. 

### Referendo contra la adopción por parejas del mismo sexo
Lucio junto con quien fue su esposa, la senadora Viviane Morales dedica buena parte de su tiempo a hacer una lectura política de los preceptos cristianos, de allí su libro Cristianos, ¡Salid del clóset!: una crítica severa al poder LGBTI. Que no es más sino un llamado a no tener vergüenza de defender sus convicciones morales que llegan a ser vistas como retrogradas para ciertos sectores de la sociedad, como la de regresar a la familia tradicional y por eso el eslogan “Firmo por Papá y Mamá” con el que  han logrado recoger más de 2 millones de firmas que le dieron vida al referendo que logró su primer triunfo en la Comisión Primera para abrirse paso hacia la consulta popular, en sus tesis afirma que la adopción es un mecanismo de protección de los derechos de los niños  y por lo tanto dice que se les debe restituir lo que han perdido: Un papa y una mamá.
El 10 de mayo de 2017, luego de una prolongada y  agitada sesión, la comisión  primera de la cámara de representantes votó mayoritariamente para desechar la iniciativa, resguardando así la posibilidad de que todos los ciudadanos, independientemente de su estado civil u orientación sexual, puedan adoptar. 

## Libros
- Cristianos, ¡Salid del clóset!: una crítica severa al poder LGBTI[16]